# Veigas de Camba
Veigas de Camba fue un lugar y parroquia del municipio de Villarino de Conso en la comarca de Viana, en la provincia de Orense. 

## Historia
El lugar de Veigas de Camba fue inundado por el embalse de As Portas en 1974 así como parte de los otros dos lugares que formaban parte de dicha parroquia, pasando los restos de todos los lugares a formar parte de la parroquia de Pentes.